# الإلمام الحاسوبي
الإلمام الحاسوبي، أو المعرفة الحاسوبية، أو محو الأمية الحاسوبية هو مصطلح يستخدم لوصف القدرة الواسعة على تطبيق مهارات التفكير الحاسوبي، والوعي بنطاق وإمكانات وقيود التقنيات الحاسوبية.
يقصد بهذا المصطلح القدرة على التوظيف الفعال لأجهزة الكمبيوتر للقيام بالعمليات الحسابية عوضاً عن القيام بها يدوياً، ومعرفة كيفية التعامل مع هكذا نوع من العمليات الحسابية بتوظيف الحواسيب، بالإضافة لفهم اليات الكمبيوتر في التعامل معها.
يشرح كونراد ولفرام، أحد أبرز المؤيدين لمنهج الإلمام الحاسوبي، الفرق على النحو التالي: "إن الرياضيات التي يتم تدريسها في جميع أنحاء العالم اليوم لا تتناسب مع كيفية استخدامها في العالم الحقيقي، إذ أصبحت تكنولوجيا الحوسبة أكثر سهولة في الوصول إليها من أي وقت مضى، ولكن حتى الان لا يوجد منهج دراسي في العالم يتعامل مع واقع وجودها، فبدلاً من ذلك، تركّز وترتكز هذه المناهج على آليات الحساب اليدوي بحد ذاتها، بدلاً من جوهر الرياضيات في الحياة العملية والواقعية". 
كما ذكر الباحث أندريا دي سيسا بأن "الحواسيب وأجهزة الكمبيوتر قد تغيّر عملية التعلم بشكل جوهري". 

## التأثيرات
جادل ولفرام بأن "تحقيق استقرار المجتمعات يتطلب مستوى جيداً من الإلمام الحاسوبي، إذ إن التمكين المجتمعي يعتمد بشكل أساسي على هذا النوع من المعرفة" . كما دعا إلى إدخال مؤهلات رسمية لتقييم الإلمام الحاسوبي. من جانبها، تقول شارين جاكوب من جامعة كاليفورنيا: "سينضم الطلاب اليوم إلى سوق عمل يتشكل بشكل كبير بفعل الحوسبة. ولكي يحققوا النجاح في اقتصاد متغير، يجب أن يتعلم الطلاب التفكير بطريقة خوارزمية وحاسوبية."
أظهرت مشاريع في مركز تطوير التعليم نجاحاً في تنمية الإلمام الحاسوبي لدى الأطفال في مرحلة ما قبل المدرسة.